# 井上忠浩
井上 忠浩（いのうえ ただひろ）は、日本の実業家であり、マーリン・エンターテイメンツ・ジャパン株式会社の代表取締役。
2018年8月1日より株式会社クラブメッドにて「マーケティング・オムニチャネル戦略事業本部」取締役を務める。研究者としての顔も持ち、2017年に大阪大学大学院経済学研究科より人工知能学会にて教授の松村真宏と共に仕掛学のセッションにおいて仕掛けのWearOUT効果（飽きられる効果）、およびWearIN効果（興味をもってもらう効果）に関する実験結果について報告している。

## 略歴
2001年にアコー・アジア・パシフィックに入社し、2008年にニューサウスウェールズ大学マーケティング学専攻修士課程を修了している。2009年よりフェアモント・ラッフルズ・ホテルズ・インターナショナル日本・韓国地区統括本部長に就任後、2015年よりオーストラリア政府観光局のマーケティング部長として在職中、食べログやクックパッドと提携した美食大陸オーストラリアキャンペーン等を展開。その後2016年より株式会社クラブメッドのマーケティング本部長を務めたのちに2019年よりマーリン・エンターテイメンツ・ジャパン株式会社の代表取締役に就任している。

## 実績

### オーストラリア政府観光局
マーケティング部長に就任後、オーストラリア政府観光局「GIGA Selfie（ギガセルフィー）」キャンペーンはフランスのカンヌで開催された世界最大規模の広告関連イベント「第63回 カンヌライオンズ国際クリエイティビティ・フェスティバル（カンヌライオンズ）」にてエントリー総数約4万3000作品の中から、サイバー部門でゴールド賞をダイレクト部門とモバイル部門でもブロンズ賞を受賞した。同キャンペーンは、第69回「広告電通賞」で1505点の中からイノベーティブ・アプローチ優秀賞を受賞。また、デジタルマーケティングの広告賞「コードアワード 2016」ではベスト・イフェクティブ賞を受賞している。
2015年から2016年にかけてオーストラリアへの日本人渡航者数は約8万人（前年比約22パーセント）増加、2018年まで5年連続でプラス成長を達成している。

### クラブメッド
就任後ファミリー層の強化を掲げ、クラブメッド北海道トマムのオープン、訪問先の多様化、新たなマーケティング戦略を含む大小様々な仕掛けを遂行する。日本市場では45 - 48％にとどまっていたファミリー層のシェア率が、アップスケール戦略やマストトライエクスペリエンスの施策が国内外で奏功したことで、2018年の時点で63 - 64％にまで上昇。クラブメッドは世界最大の閲覧数を持つ旅行サイト・トリップアドバイザーによる「トラベラーズチョイスアワード2019」での“ファミリー”部門において、クラブメッド・北海道 サホロが国内1位に選ばれ、2018年にクラブメッド石垣島が同ファミリー部門にて1位選出に続き、2年連続ナンバーワンファミリーリゾート/ホテルの地位を獲得し、2019年に有名ママモデル等を起用したキャンペーン「家族がもっと、家族になる旅 〜Amazing Family〜」にて、教育評論家の尾木直樹を起用し、旅育や知育に関する記事や受賞の秘密を公開している。

### マーリン・エンターテインメンツ
来場者が年に何度来ても新しい楽しみを体験できるよう、レゴランド・ディスカバリー・センター東京、および大阪にて季節ごとのイベントを開催。レゴランド・ディスカバリー・センター東京が「いこーよ」サイト内のアクセス数や口コミの反響などを基に選ぶ東京都の年間お出かけランキングの番付１位を獲得する。又レゴランド・ディスカバリー・センター大阪も同賞大阪府年間お出かけランキング１位を獲得、マーリン・エンターテインメンツ社は２つの施設で2019年度にダブル受賞している。

## 受賞等
- オーストラリアホテル協会（マーケティング部門最優秀賞)（2005年）[5]
- 世界ホテル・マーケティング・アワード（マーケティング部門最優秀賞）（2010年）[5]
- カンヌライオンズ国際クリエイティビティ・フェスティバル（サイバー部門ゴールド、ダイレクト部門、モバイル部門ブロンズ)（2016年）[5]

## メディア出演

### テレビ番組
- 7つの海を楽しもう!世界さまぁ〜リゾート（2015年10月11日、TBS）[16]
- 「無料屋」（2020年1月30日、EX）[17]